# Sophonia albuma
Sophonia albuma är en insektsart som beskrevs av Li och Wang 1991. Sophonia albuma ingår i släktet Sophonia och familjen dvärgstritar. Inga underarter finns listade i Catalogue of Life.